# Kavala (regional enhed)
Kavala (græsk: Περιφερειακή Ενότητα Καβάλας, Perifereiakí Enótita Kaválas) er en af Grækenlands regionale enheder. Den er en del af periferien Østmakedonien og Thrakien. Dets hovedstad er byen Kavala. Den regionale enhed Kavala er den østligste i den geografiske region Makedonien.

## Geografi
Pangaiobjergene, der når 1.957 moh. ligger mod vest. De tilstødende regionale enheder er Serres mod vest, Drama mod nord og Xanthi mod øst. Floden Nestos flyder langs den østlige grænse. Agerjord er placeret langs kysten, i nord og i øst.
Den regionale enhed har et overvejende middelhavsklima.

## Administration
Den regionale enhed Kavala er opdelt i tre kommuner. Disse er (nummer som på kortet i infoboksen): 
- Kavala (1)
- Nestos (2)
- Pangaio (3)

### Præfektur
Som en del af Kallikratis-regeringsreformen i 2011 blev det tidligere Kavala-præfektur (græsk: Νομός Καβάλας) omdannet til en regional enhed i regionen Østmakedonien og Thrakien. Præfekturet omfattede også øen Thasos, som da blev en separat regional enhed. Samtidig blev kommunerne omorganiseret i henhold til nedenstående tabel. 
| Ny kommune | Gamle kommuner | Sæde           |
| ---------- | -------------- | -------------- |
| Kavala     | Kavala         | Kavala         |
| Kavala     | Filippoi       | Kavala         |
| Nestos     | Chrysoupoli    | Chrysoupoli    |
| Nestos     | Keramoti       | Chrysoupoli    |
| Nestos     | Oreino         | Chrysoupoli    |
| Pangaio    | Pangaio        | Eleftheroupoli |
| Pangaio    | Eleftheroupoli | Eleftheroupoli |
| Pangaio    | Eleftheres     | Eleftheroupoli |
| Pangaio    | Orfani         | Eleftheroupoli |
| Pangaio    | Piereis        | Eleftheroupoli |

Thasos var og forblev en kommune.